# 谢庄站
谢庄站是一个京广铁路上的铁路车站，位于河南省郑州新郑市孟庄镇，建于1904年，目前为四等站，邮政编码为451161。目前客运：办理旅客乘降；行李、包裹托运；货运：办理整车货物发到。